# Gmina Dayton (hrabstwo Cedar)

Położenie Gminy Dayton w hrabstwie Cedar

Gmina Dayton (ang. Dayton Township) – gmina w USA, w stanie Iowa, w hrabstwie Cedar. Według danych z 2000 roku gmina miała 1282 mieszkańców.